# Prosperidad sin crecimiento
Prosperidad sin crecimiento es un libro del economista Tim Jackson. Originalmente fue publicado como un informe de la Comisión de Desarrollo Sostenible, un organismo asesor del Gobierno británico. Cuando se publicó en 2009, este estudio se convirtió rápidamente en el informe más descargado en los nueve años de historia de esta comisión. Ese mismo año el informe fue reelaborado y publicado como libro por Earthscan. En enero de 2017 se publicó una edición revisada y ampliada (Prosperidad sin crecimiento: fundamentos de la economía del mañana).
Este libro se enmarca en la corriente (llamada "decrecentismo") que sostiene que el crecimiento infinito de la economía dentro de un planeta finito es insostenible a largo plazo. Esto ya se hizo patente en el informe Los límites del crecimiento (1972), encargado por el Club de Roma al Instituto de Tecnología de Massachussets (MIT), y cuyo título utiliza Tim Jackson para uno de los capítulos de su libro. El posterior Informe Lugano, y muchos otros, abundan en esta tesis. La corriente contraria es el productivismo, también llamada, menos frecuentemente, crecimentismo o crecimientismo. 
La cuestión es que la economía de mercado tal como está actualmente configurada tiene que crecer constantemente para funcionar. Si no crece, se produce estancamiento económico, y si decrece, recesión, con la pérdida de empleos y aumento de la pobreza que conlleva. El libro aboga precisamente por cambiar esta configuración. 

## Descripción
Al argumentar que «la prosperidad trasciende las preocupaciones materiales», en su primera edición el libro resume la evidencia de que, más allá de cierto punto, el crecimiento económico no aumenta el bienestar humano. Prosperidad sin crecimiento analiza las complejas relaciones entre el crecimiento económico, las crisis ambientales y la recesión social (término poco utilizado; es más habitual "retroceso social"). Propone una ruta hacia una economía sostenible y aboga por una redefinición de la prosperidad a la luz de la evidencia sobre lo que contribuye al bienestar de las personas. 
La segunda edición amplía estas ideas y establece el marco para lo que denomina «la economía del mañana». Al considerar la naturaleza de la empresa como forma de organización social, el significado del trabajo como participación en la sociedad, la función de la inversión como compromiso con el futuro y el rol del dinero como bien social, demuestra cómo la economía puede transformarse para proteger el empleo, promover y facilitar la inversión social, reducir la desigualdad y apoyar la estabilidad ecológica y financiera.

## Reseñas
Le Monde describió la primera edición como «una de las piezas más destacadas de la literatura sobre economía ambiental de los últimos años». El sociólogo Anthony Giddens se refirió a ella como «una lectura obligada para cualquier persona interesada en cuestiones de cambio climático y sostenibilidad. Audaz, original y completa». La segunda edición fue apoyada por Yanis Varoufakis con el comentario «lectura esencial para quienes se niegan a sucumbir a un futuro distópico». Noam Chomsky tildó el libro de «crítica reflexiva y penetrante». Herman Daly lo elogió así: «Es difícil mejorar un clásico, pero Jackson lo ha hecho... una unión claramente escrita, pero académica, de visión moral con economía sólida». Rowan Williams lo llamó «uno de los ensayos más importantes de nuestra generación: visionario y realista, basado en una investigación cuidadosa y que establece objetivos difíciles pero alcanzables, nos da lo que tanto necesitamosː una alternativa a la pasividad, al egoísmo cortoplacista y al cinismo».

## Estructura
La segunda edición de Prosperidad sin crecimiento: Fundamentos de la economía del mañana se organiza en 11 capítulos:
1. Los límites del crecimiento
2. La prosperidad perdida
3. Redefiniendo la prosperidad
4. El dilema del crecimiento
5. El mito del desacoplamiento
6. La "jaula de hierro" del consumismo
7. Floreciente —dentro de ciertos límites
8. Fundamentos de la economía del mañana
9. Hacia una macroeconomía “post-crecimiento”
10. El Estado progresista
11. Una prosperidad duradera

## Traducciones
Prosperidad sin crecimiento: economía para un planeta finito (2009) se ha traducido a 18 idiomas, entre ellos el sueco (Välfärd utantilväxt: så skapar vi ett hållbart samhälle, 2011), el alemán ( Wohlstand ohne Wachstum, 2011), el francés (Prospérité sans croissance, 2010), el griego (Ευημερία χωρίς ανάπτυξη, 2012), español (Prosperidad sin crecimiento, 2011), italiano (Prosperità senza crescita, 2011), holandés ( Welvaart zonder groei, 2010) y chino (无增长的繁荣, 2011).
La segunda edición, Prosperidad sin crecimiento: Fundamentos de la economía del mañana (2017), ha sido traducida al alemán, francés, italiano y danés.